# سيرافيم تودوروف
سيرافيم تودوروف (بالبلغارية: Серафим Тодоров)‏ (مواليد 6 يوليو 1969) هو ملاكم بلغاري، مثّل بلاده في الألعاب الأولمبية الصيفية في دورات 1988 و1992 و1996.

## روابط خارجية
سيرافيم تودوروف على موقع بوكس ريك (الإنجليزية) (registration required)
- سيرافيم تودوروف على موقع أوليمبيديا (الإنجليزية)